# Batracomorphus lewisi
Batracomorphus lewisi är en insektsart som beskrevs av Quartau 1981. Batracomorphus lewisi ingår i släktet Batracomorphus och familjen dvärgstritar. Inga underarter finns listade i Catalogue of Life.